# Coulmer
Coulmer – miejscowość i gmina we Francji, w regionie Normandia, w departamencie Orne.
Według danych na rok 1990 gminę zamieszkiwało 77 osób, a gęstość zaludnienia wynosiła 12 osób/km² (wśród 1815 gmin Dolnej Normandii Coulmer plasuje się na 809. miejscu pod względem liczby ludności, natomiast pod względem powierzchni na miejscu 768.).